# Sigmodon ochrognathus
Sigmodon ochrognathus es una especie de roedor de la familia Cricetidae, subfamilia Sigmodontinae.

## Distribución geográfica
Se encuentra en los Montes de piñón-junípero en el suroeste de Estados Unidos y en partes de México.